# Prmagazin
Das prmagazin ist eine monatlich erscheinende Fachzeitschrift für die Medienbranche, die sich an Journalisten, Public-Relations-Agenturen und Pressesprecher richtet.

## Hintergrund
Das prmagazin informiert aus dem Bereich der Public Relations (PR). Rund 70 Seiten pro Ausgabe enthalten Nachrichten, Porträts, Forschungsergebnisse, Hintergrundberichte und Stellenangebote aus der Kommunikationsbranche. 
Das prmagazin wird vom Medienfachverlag Rommerskirchen in Remagen verlegt und erscheint seit 1975. Chefredakteur ist Thomas Rommerskirchen (Sohn des Verlagsgründers Theo Rommerskirchen), der auch Geschäftsführer der Medienfachverlag Rommerskirchen GmbH ist.
Im selben Verlag erscheint auch die Medienfachzeitschrift journalist. An dieses „auflagenstarke Traditionsblatt“ baute Theo Rommerskirchen das prmagazin (1975) und die Zeitschrift Insight (2001) „quasi als Seitenflügel an die Markenwirkung“ des journalist an.